# Kleine Wüstentaschenmaus
Die Kleine Wüstentaschenmaus (Chaetodipus arenarius) ist ein in Mexiko auf der Halbinsel Niederkalifornien verbreitetes Nagetier in der Familie der Taschenmäuse. Das Typusexemplar stammt aus der Gemeinde Comondú.

## Merkmale
Wie der Name andeutet, ist die Art mit einer Gesamtlänge von weniger als 200 mm eine der kleinsten Rauhaar-Taschenmäuse. Die Schwanzlänge übertrifft die Kopf-Rumpf-Länge und am Hinterteil fehlen deutliche Borsten. Die durchschnittliche Länge ohne Schwanz beträgt für Männchen 70 mm und für Weibchen 67 mm. Die Schwanzlänge liegt bei 85 mm, die Länge der Hinterfüße bei 21 mm und die Ohren sind etwa 8 mm lang. Im Gegensatz zu einigen anderen Gattungsvertretern ist das Fell bis auf wenige verkümmerte Borsten auf der Oberseite weich. Abhängig von der Population sind die Haare oberseits hellgrau, hellbraun oder dunkelbraun. Manche Exemplare besitzen schwarze Haarspitzen, was ein gesprenkeltes Aussehen erzeugt. An den Flanken erfolgt der Übergang zur weißen oder cremefarbenen Unterseite allmählich oder abrupt. Der Schwanz hat eine helle Unterseite und eine Oberseite, die dunkelbraun oder wie der Rücken gefärbt ist. Direkt vor den Ohren befindet sich ein winziger weißer Fleck. Der Prämolar pro Seite im Unterkiefer ist größer als der letzte Molar.

## Verbreitung und Lebensweise
Die Art bewohnt fast gesamt Niederkalifornien mit Ausnahme des zentralen Nordens und der Südspitze. Sie kommt auf einigen vorgelagerten Inseln im Pazifik und im Golf von Kalifornien vor. Die Exemplare sind aus dem Flach- und Hügelland bis 600 Meter Höhe bekannt. Sie halten sich in sandigen Wüsten mit spärlicher Vegetation auf.
Zum Verhalten gibt es nur wenige Angaben. Die Tiere graben unterirdische Baue, die an Sandhaufen an den Ausgängen erkennbar sind. Reste der Kleinen Wüstentaschenmaus wurden im Gewölle der Schleiereule entdeckt. Ein Weibchen war im März mit zwei Embryos trächtig.

## Gefährdung
Auf kleineren Inseln können menschliche Besucher störend wirken. Die Art ist in geeigneten Habitaten nicht selten. Die IUCN listet sie als nicht gefährdet (least concern).